# Vince Vaughn
Vincent Anthony "Vince" Vaughn (n.  28 martie 1970, Minneapolis, Minnesota, Statele Unite) este un actor, scenarist, producător, activist politic și comedian american. A debutat ca actor la sfârșitul anilor 1980, având roluri minore de televiziune înainte de a deveni cunoscut pentru interpretarea din filmul din 1996 Pierde-vară. A jucat în filme ca Rudy, Lumea pierdută: Jurassic Park, Return to Paradise, Old School, Dodgeball: A True Underdog Story, Wedding Crashers, Despărțiți, dar împreună, Fratele lui Moș Crăciun, Couples Retreat, The Watch sau The Internship.

## Filmografie

### Film
| An   | Titlu                                                                   | Rol                        | Note                                                                                             |
| ---- | ----------------------------------------------------------------------- | -------------------------- | ------------------------------------------------------------------------------------------------ |
| 1991 | For the Boys                                                            | Cheering Soldier in Crowd  | Nem.                                                                                             |
| 1993 | Rudy                                                                    | Jamie O'Hara               | Men. ca Vincent Vaughn                                                                           |
| 1994 | At Risk                                                                 | Max Nolan                  |                                                                                                  |
| 1996 | Just Your Luck (Norocosul)                                              | Barry                      | Direct-pe-video                                                                                  |
| 1996 | Swingers (Pierde-vară)                                                  | Trent Walker               |                                                                                                  |
| 1997 | The Lost World: Jurassic Park (Lumea pierdută: Jurassic Park)           | Nick Van Owen              |                                                                                                  |
| 1997 | The Locusts (Păcate ascunse)                                            | Clay Hewitt                |                                                                                                  |
| 1998 | A Cool, Dry Place                                                       | Russell Durrell            |                                                                                                  |
| 1998 | Return to Paradise                                                      | John 'Sheriff' Volgecherev |                                                                                                  |
| 1998 | Clay Pigeons                                                            | Lester Long                |                                                                                                  |
| 1998 | Psycho                                                                  | Norman Bates               |                                                                                                  |
| 2000 | South of Heaven, West of Hell                                           | Taylor Henry               |                                                                                                  |
| 2000 | The Cell                                                                | FBI Agent Peter Novak      |                                                                                                  |
| 2000 | The Prime Gig                                                           | Pendelton "Penny" Wise     |                                                                                                  |
| 2001 | Made                                                                    | Ricky Slade                | Și producător                                                                                    |
| 2001 | Zoolander                                                               | Luke Zoolander             | Cameo nem.                                                                                       |
| 2001 | Domestic Disturbance                                                    | Rick Barnes/Jack Parnell   |                                                                                                  |
| 2003 | Old School                                                              | Bernard "Beanie" Campbell  | Nominalizare—MTV Movie Award for Best On-Screen Duo                                              |
| 2003 | I Love Your Work                                                        | Stiev                      |                                                                                                  |
| 2003 | Blackball                                                               | Rick Schwartz              |                                                                                                  |
| 2004 | Starsky & Hutch                                                         | Reese Feldman              |                                                                                                  |
| 2004 | Dodgeball: A True Underdog Story                                        | Peter La Fleur             | Nominalizare—MTV Movie Award for Best On-Screen Duo                                              |
| 2004 | Anchorman: The Legend of Ron Burgundy                                   | Wes Mantooth               | Nem.                                                                                             |
| 2004 | Wake Up, Ron Burgundy: The Lost Movie                                   | Wes Mantooth               | Nem. Direct-pe-video                                                                             |
| 2004 | Paparazzi                                                               | Actor                      |                                                                                                  |
| 2005 | Thumbsucker (Cu degetu-n gură)                                          | Mr. Geary                  |                                                                                                  |
| 2005 | Be Cool (Dă-te mare și tare!)                                           | Roger "Raji" Lowenthal     |                                                                                                  |
| 2005 | Mr. & Mrs. Smith (Domnul și doamna Smith)                               | Eddie                      |                                                                                                  |
| 2005 | Wedding Crashers (Spărgătorii de nunți)                                 | Jeremy Grey                | MTV Movie Award for Best On-Screen Duo Nominalizare—MTV Movie Award for Best Comedic Performance |
| 2006 | The Break-Up (Despărțiți, dar împreună)                                 | Gary Grobowski             | Și scenarist/producător                                                                          |
| 2007 | Into the Wild (În sălbăticie)                                           | Wayne Westerberg           | Nominalizare—Screen Actors Guild Award for Outstanding Performance by a Cast in a Motion Picture |
| 2007 | Fred Claus (Fratele lui Moș Crăciun)                                    | Frederick "Fred" Claus     | Și co-producător                                                                                 |
| 2008 | Wild West Comedy Show: 30 Days & 30 Nights – Hollywood to the Heartland | Rolul său                  | Și producător                                                                                    |
| 2008 | Four Christmases (De Crăciun nu stăm acasă!)                            | Brad (A.K.A. Orlando)      | Și producător                                                                                    |
| 2009 | Couples Retreat                                                         | Dave                       | Și scenarist/producător                                                                          |
| 2011 | The Dilemma (Cum s-o dai să fie bine?)                                  | Ronny Valentine            | Și producător                                                                                    |
| 2012 | The Watch (Extra' pază-n cartier)                                       | Bob McAllister             |                                                                                                  |
| 2012 | Lay the Favorite (Jucătoarea)                                           | Rosie                      |                                                                                                  |
| 2013 | The Internship (Stagiarii)                                              | Billy McMahon              | Și scenarist/producător                                                                          |
| 2013 | A Case of You (Profilul perfect)                                        | Alan                       |                                                                                                  |
| 2013 | Delivery Man (Tată fără număr)                                          | David Wozniak              |                                                                                                  |
| 2013 | Anchorman 2: The Legend Continues                                       | Wes Mantooth               | Cameo                                                                                            |
| 2015 | Term Life                                                               | Nick Barrow                | Și producător                                                                                    |

### Televiziune
| An         | Titlu                       | Rol                         | Note                                                                                   |
| ---------- | --------------------------- | --------------------------- | -------------------------------------------------------------------------------------- |
| 1989       | China Beach                 | Motor Pool Driver           | Episodul: "The Unquiet Earth"                                                          |
| 1989       | 21 Jump Street              | Bill Peterson               | Episodul: "Mike's P.O.V."                                                              |
| 1990       | ABC Afterschool Specials    | Jason                       | Episodul: "A Question About Sex"                                                       |
| 1990–1991  | CBS Schoolbreak Special     | Steve Steve Guarino Richard | Episodul: "Malcom Takes a Shot" Episode: "The Fourth Man" Episode: "Lies of the Heart" |
| 1992       | Doogie Howser, M.D.         | Mark                        | Episodul: "Sons of the Desert"                                                         |
| 1998       | Mr. Show with Bob and David | Sheep Dog                   | Episodul: "Show Me Your Weenis!"                                                       |
| 1998       | Hercules                    | Loki (voce)                 | Episodul: "Hercules and the Twilight of the Gods"                                      |
| 1998       | The Larry Sanders Show      | Himself)                    | Episodul: "The Interview"                                                              |
| 1998, 2013 | Saturday Night Live         | Rolul său/Gazdă             | Episodul: "Vince Vaughn/Lauryn Hill" Episodul: "Vince Vaughn/Miguel"                   |
| 2000       | Sex and the City            | Keith Travers               | Episodul: "Sex and Another City"                                                       |
| 2001       | Going to California         | Gavin Toe                   | Episodul: "This Year's Model"                                                          |
| 2013       | Pursuit of the Truth        | Himself/Producer            | On Glenn Beck's TheBlaze                                                               |
| 2015       | True Detective              | Frank Semyon                | Rol principal; Sezonul 2                                                               |

### Jocuri video
| An   | Titlu                       | Rol           | Note        |
| ---- | --------------------------- | ------------- | ----------- |
| 1997 | Jurassic Park: Chaos Island | Nick Van Owen | Rol de voce |

## Legături externe
- Vince Vaughn la Internet Movie Database
- Vince Vaughn la People.com
- Vince Vaughn pe Charlie Rose
- Lucrări de sau despre Vince Vaughn în biblioteci (catalog WorldCat)

Format:MTV Movie Award for Best On-Screen Duo